# Plexo cardíaco
O plexo cardíaco é um plexo nervoso situado na base do coração que é constituído por um emaranhado de ramos nervosos simpáticos e parassimpáticos cardiopulmonares e esplâncnicos.